# Bigender

Flaga osób bigender

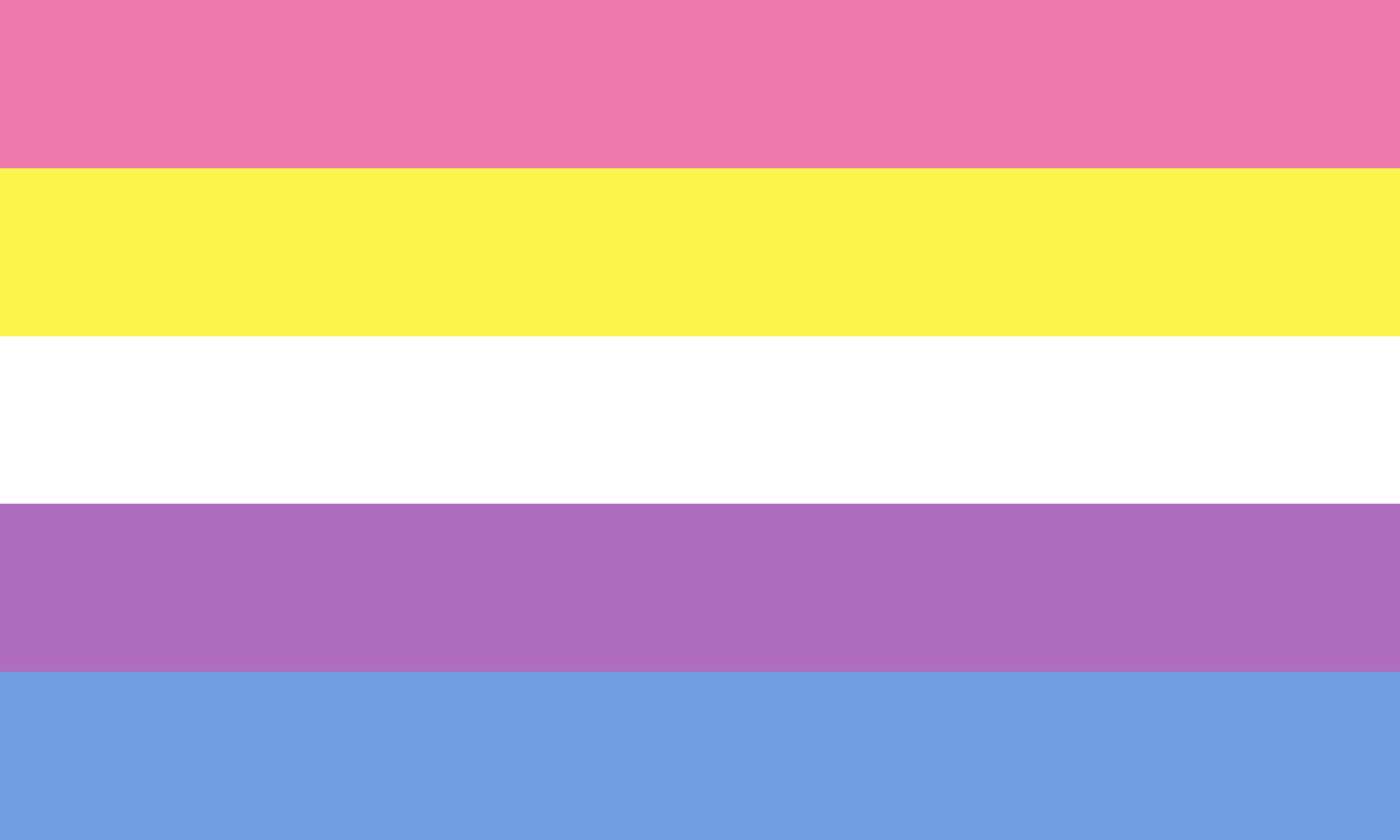
Rzadziej używana flaga osób bigender

Bigender (z łac. bi „oboje, dwa” oraz od ang. gender „płeć społeczno-kulturowa”) – termin spod parasola niebinarności, który opisuje tendencję do identyfikowania się z dwoma płciami (binarnym lub niebinarnymi).
Osoba bigender może identyfikować się z obiema płciami binarnymi, np. częściowo być kobietą, a częściowo mężczyzną; może czuć się bardziej jedną z nich; albo w stu procentach zarówno kobietą, jak i mężczyzną. Jednak ten termin nie musi zawierać wyłącznie binarnych tożsamości płciowych. Osoba bigender może się również identyfikować jako częściowo tożsamość binarna (kobieta lub mężczyzna), a częściowo niebinarna (np. neutralna płciowo, agender i wiele innych).